# اوزوطن
اوزوطن (به ترکی استانبولی: Özvatan) یک منطقهٔ مسکونی در ترکیه است که در استان قیصریه واقع شده‌است.